# Woody's Roundup Village
Woody's Roundup Village était un lieu de rencontre avec les personnages Disney situé près de Frontierland Depot (une des gares du Disneyland Railroad) dans le parc Disneyland.
- Ouverture : 6 octobre 2007
- Fermeture : 2011
- Attraction précédente : Critter Corral
- Situation : 48° 52′ 14″ N, 2° 46′ 20″ E